# Oblężenie Hiuchi
Oblężenie Hiuchi (jap. 火打城の戦い Hiuchi-jō no tatakai) – bitwa wojny Gempei stoczona w 1183 roku. W bitwie tej zwyciężyła armia rodu Taira dowodzona przez Koremoriego Tairę.
Po bitwach nad Sunomatą i  Yahagi w 1181, klęska głodu i epidemii efektywnie powstrzymała działania wojenne na półtora roku. Dopiero z początkiem 1183 Yoritomo Minamoto, zaniepokojony wzrastającą siłą jego kuzyna Yoshinaki, wszczął przeciw niemu operacje. Yoshinace udało się uspokoić Yoritomo i dzięki temu mógł poświęcić uwagę odpieraniu inwazji rodu Taira na północne prowincje. Armia Tairów obległa i zdobyła kilka twierdz Yoshinaki w kwietniu i maju 1183.
Jedną z tych twierdz był fort Hiuchi, zbudowany w naturalnie obronnym miejscu, na skalnych występach, osłonięty drewnianą palisadą i fosą, napełnioną wodą dzięki sztucznie zbudowanej tamie. Na nieszczęście dla obrońców, mieli oni w swych szeregach zdrajcę, który wystrzelił strzałę z instrukcją, jak przerwać tamę. Tairowie osuszyli fosę i zdobyli Hiuchi. Yoshinaka pokonał jednak armię Tairów w prowincji Etchu, w decydującej bitwie na przełęczy Kurikara (zwanej też bitwą na górze Tonamiyama).